# おんな浮世絵・紅之介参る!
『おんな浮世絵・紅之介参る!』（ - うきよえ・べにのすけまいる!）は、ユニオン映画の製作により日本テレビ系列で放映された時代劇。1974年10月6日～1975年3月30日の半年間、日曜夜9時からの1時間枠で放映された。全26回。

## 概要
フジテレビの「浮世絵 女ねずみ小僧」に続く、小川真由美が主演の時代劇。
主人公の小川真由美は、昼は蘭学医・奥山千絵、片や夜は悪を懲らしめる怪盗・紅之介を演じている。
また、あおい輝彦が、正義感が強い御用聞き・花川戸の夜太郎を演じている。
ほかに、薬売りで紅之介に協力する伊賀の忍びに井川比佐志、助手に三ツ木清隆らが共演している。

## キャスト

### レギュラー
- 奥山千絵／紅之介：小川真由美

昼は貧しい町人たちばかり相手にする医者だが、夜は怪盗・紅之介となって許せぬ悪を斬る。事件を調査する際に芸者や新内流しなど様々な変装をする。紅之介になると悪人の前に必ず独楽を投げて、袴姿（後半は青の着流し姿）で現れる。
- 花川戸の夜太郎：あおい輝彦

周囲から「与太郎」と呼ばれている着流しに遊び人のような風体をした御用聞き。曲がったことが大嫌いで、たとえ身分の高い相手でも怯まない。紅之介と千絵が同一人物であることに勘付いているのだが、いつも証拠が掴めずにいる。小型の十手を使うが、素手で戦うことが多い。
- 伊賀栗の源八：井川比佐志

伊賀の抜け忍で元公儀御庭番。薬売りをしており、紅之介と千絵をサポートする。常に仕込み杖を突いて歩いている。
- 石部金吾：三ツ木清隆（第9話、第18話、第20話を除く）

まじめな千絵の助手。金銭に無沈着な千絵に頭を抱えている。
- 北山十兵衛：高城淳一（第8話～第12話、第16話～第18話、第21話を除く）

南町奉行所同心。夜太郎の無茶な行動にいつもヒヤヒヤしている。
- ウス：青空球児（第13話、第17話、第20話、第22話、第23話を除く）

夜太郎の下引き。
- キネ：青空好児（第13話、第17話、第20話、第22話、第23話を除く）

夜太郎の下引き。

## 主題歌
- 「大江戸夢小唄」（第13話まで。以降は歌詞のない曲だけを使用）

作詞：むかし屋金魚 / 作曲：林光 / 唄：小川真由美

## スタッフ
- 企画：梅谷茂（日本テレビ）
- 原案：柴英三郎
- 脚本：放映リスト参照
- 監督：放映リスト参照
- 音楽：林光
- 選曲：鈴木清司
- 撮影：片岡二郎
- 殺陣：湯浅謙太郎
- 装置：三度屋美術工房
- 整音：映広
- 現像：東洋現像所
- プロデューサー：加藤教夫、永野保徳
- 制作：日本テレビ
- 製作・著作：ユニオン映画

## 放映リスト
| 話数   | 放送日         | サブタイトル           | 脚 本             | 監 督    | 主なゲスト |
| ------ | -------------- | ---------------------- | ----------------- | -------- | --- |
| 第1話  | 1974年 10月6日 | 「八百八町コマが舞う」 | 柴英三郎          | 降旗康男 | 川合伸旺、柴田侊彦、光川環世、林孝一、松崎真、三上左京、依田英助、平野稔、夏木章、森今日子、吉浜正浩、田沢祐子                                         |
| 第2話  | 10月13日       | 「女売ります」         | 宮川一郎          | 降旗康男 | 中原早苗、菊容子、清川新吾、伊達三郎、八名信夫、相原巨典、里見たかし、湊俊一、橋本仙三、佐々木敏、三重街恒二、野路きくみ、志賀圭二郎、山下望、内田佳昭 |
| 第3話  | 10月20日       | 「長屋に燃える人情」   | 池田一朗          | 山崎大助 | 天津敏、進千賀子、富田浩太郎、里木三甫良、堀田真三、神山卓三、小塙謙士、丸山詠二、中島元、大山豊、西尾徳、松尾悦子、伊藤浩市                           |
| 第4話  | 10月27日       | 「二人の紅之介」       | 鈴木兵吾          | 山崎大助 | 泉晶子、江見俊太郎、池田秀一、弘松三郎、杉田俊也、狩野剛太郎、酒井郷博                                                                                 |
| 第5話  | 11月3日        | 「抜忍有情」           | 宮川一郎          | 井上昭   | 森次晃嗣、江夏夕子、渥美国泰、中条静夫、北村総一郎、小山武宏、北見敏之、吉水慶                                                                         |
| 第6話  | 11月10日       | 「恋の味おしえます」   | 柴英三郎          | 小沢啓一 | 内田良平、杉江廣太郎、松木路子、梅津栄、榎木兵衛、丹古母鬼馬二、西川ひかる、太田淑子、沼波輝枝、火野捷子                                               |
| 第7話  | 11月17日       | 「うわさの夫婦」       | 宮川一郎          | 小沢啓一 | 島かおり、仲谷昇、岡崎二朗、金井大、牛崎敬子、和泉喜和子                                                                                               |
| 第8話  | 11月24日       | 「女掏模ふたり」       | 猪又憲吾          | 斎藤光正 | 亀石征一郎、山下洵一郎、倉野章子、岡本隆、福田美保子                                                                                                   |
| 第9話  | 12月1日        | 「悲しき仕掛人」       | 池田一朗          | 斎藤光正 | 和崎俊哉、石橋蓮司、河村弘二、北村晃一、服部妙子、今橋恒、牧田正嗣、柿崎澄子                                                                           |
| 第10話 | 12月8日        | 「真昼の脅迫」         | 鈴木兵吾          | 高井牧人 | 草薙幸二郎、内田稔、富田仲次郎、長島隆一、池田勝、東美江、和久井節緒、永野明彦、北川康子                                                               |
| 第11話 | 12月15日       | 「狙われた砂金」       | 柴英三郎          | 高井牧人 | 工藤堅太郎、浮田左武郎、嘉手納清美、黒部進、住吉正博、荒砂ゆき、寺島信子、今村原兵、大矢兼臣、町田幸夫、橋本恵美子、柿木恵至                           |
| 第12話 | 12月22日       | 「捨て子の秘密」       | 柴英三郎          | 遠藤三郎 | 鈴木瑞穂、平泉征、外山高士、遠藤征慈、北村耕太郎、如月寛多、猪俣光世、芝田陽子、川副博敏、永谷悟一、高橋久美江、荒木肇                                 |
| 第13話 | 12月29日       | 「夕映え子守唄」       | 尾中洋一          | 井上昭   | 高橋昌也、川地民夫、榊ひろみ、西沢利明、土方弘、武智豊子、林寛一、今井和雄、鹿島信哉、吉田千恵                                                         |
| 第14話 | 1975年 1月5日  | 「殺し屋お蝶」         | 宮川一郎          | 遠藤三郎 | 宮園純子、穂積隆信、浜田晃、吉岡ゆり、柴田昌宏、代志住正、原田君事、あびる啓二、今井和雄、徳弘夏生、金子勝美、田原千之右、いちきなつみ                 |
| 第15話 | 1月12日        | 「地獄寺の大陰謀」     | 真弓典正          | 小澤啓一 | 南原宏治、川村真樹、伊藤高、野村けい子、里見たかし、松野邦夫、田原千之右、鈴木俊介、戸枝健久、江川俊雄、鹿島伸哉                                       |
| 第16話 | 1月19日        | 「裏切られた刺客」     | 柴英三郎          | 小澤啓一 | 入川保則、田口計、須賀不二男、上野山功一、天野美保子、初川久、三原博、東大路昌弘、菊地健一、木村元保、荒木美香、根間則夫                               |
| 第17話 | 1月26日        | 「恐怖の暗殺集団」     | 池田一朗          | 大洲斉   | 観世栄夫、小野進也、中村竹弥、伊藤敏孝、川口恵子、高杉哲平、河村憲一郎、永井玄哉、幸田宗丸、多田幸男、今西正男、前川二郎、初川久、荒木肇、西田勇三     |
| 第18話 | 2月2日         | 「闇法師哀れ」         | 鈴木兵吾          | 山崎大助 | 寺田農、鮎川いづみ、東屋源喜、大宮悌二、石島房太郎、里木三甫良、丸山詠二、五十嵐美鈴、中山剣吾                                                         |
| 第19話 | 2月9日         | 「夜太郎危機一髪」     | 鈴木兵吾          | 大洲斉   | 村井国夫、近藤宏、岡部正純、寄山弘、増岡弘、土屋靖雄、相沢治夫、入江正徳 、斎藤英雄、山本武、水橋和夫、八幡源太郎、西田勇三、横山勝一                  |
| 第20話 | 2月16日        | 「辻斬り浪人」         | 山崎大助 宮川一郎 | 山崎大助 | 木村元、岩崎信忠、高木彩、保科三良、外野村晋、勝田久、嵐勘忍、矢野宏、飯田悦子、竹内喬、本庄和子、中村敦夫                                             |
| 第21話 | 2月23日        | 「さらい屋母子」       | 猪又憲吾          | 戸田幸雄 | 井上昭文、久富惟晴、楠田薫、酒井修、北島マヤ、大関優子、石山雄大、中島元、なべ洋介、里見たかし、伊藤浩、中里秀美、八幡源太郎                           |
| 第22話 | 3月2日         | 「昔の女」             | 柴英三郎          | 戸田幸雄 | 山形勲、三条泰子、三上真一郎、北原義朗、加藤忠、丸山持久、若原初子、司欣也                                                                             |
| 第23話 | 3月9日         | 「操られた同心株」     | 宮川一郎          | 山崎大助 | 日下武史、浜田光夫、服部妙子、伊東光一、入江正徳、湊俊一、田中志幸、小池幸二、笹山栄一                                                                 |
| 第24話 | 3月16日        | 「処刑四半刻前」       | 池田一朗          | 山崎大助 | 小松方正、左右田一平、浜田寅彦、島田敬一、藤森達雄、岸本功、三上剛、田原千之右                                                                         |
| 第25話 | 3月23日        | 「消えた千両箱」       | 鈴木兵吾          | 斉藤光正 | 垂水悟郎、早川保、三浦真弓、鳳八千代（特別出演）、中田浩二、入江正徳、柄沢英二、内田佳昭                                                               |
| 第26話 | 3月30日        | 「男蝶女蝶」           | 柴英三郎          | 斉藤光正 | 葉山良二、須藤健、松山照夫、相沢治夫、小山武宏、山田早苗、西田勇三、司英二、五月ふじ子、林与一                                                         |

## ソフト化情報
- 2007年8月24日にエムスリイエンタテインメントから初回限定生産のDVD-BOXが発売された。